# Rezerwat przyrody Bagno Serebryskie
Rezerwat przyrody Bagno Serebryskie – torfowiskowy rezerwat przyrody na terenie Chełmskiego Parku Krajobrazowego w województwie lubelskim, w powiecie chełmskim, w gminach Chełm i Ruda-Huta.
- położenie geograficzne: Obniżenie Dubieńskie
- powierzchnia: 376,62 ha (dane nadesłane z nadleśnictwa)
- rok utworzenia: 1991
- dokument powołujący: Zarządzenie Ministra Ochrony Środowiska, Zasobów Naturalnych i Leśnictwa z dnia 9 października 1991 w sprawie uznania za rezerwat przyrody (MP nr 38, poz. 273)
- przedmiot ochrony (według aktu powołującego): zachowanie torfowiska węglanowego będącego ostoją bardzo rzadkich gatunków ptaków i roślin

Rezerwat utworzony został w 1991 roku, obejmuje torfowiska węglanowe zajmujące obszar 376,62 ha, z czego w gminie Ruda-Huta jest 13,92 ha. Są to jedne z najciekawszych pod względem przyrodniczym obszarów Polski. O ich unikalnym charakterze świadczy duże nagromadzenie rzadkich i chronionych roślin i zwierząt, przy czym największe osobliwości rezerwatu kryje w sobie ich awifauna (ptaki) oraz entomofauna (owady).
Obecność wapiennego podłoża sprzyja wegetacji roślin wapniolubnych, spośród których warto wymienić: pełnika europejskiego, głowienkę wielkokwiatową, storczyka kukawkę, zawilca wielkokwiatowego oraz goryczki krzyżową i wąskolistną. Na szczególną uwagę zasługują występujące w podtopionych miejscach zwarte łany marzycy rudej i kłoci wiechowatej, rzadkich gatunków pochodzenia atlantyckiego.
Na terenie rezerwatu stwierdzono ponad 60 gatunków ptaków chronionych, w tym ponad 30 lęgowych. Wśród nich wiele gatunków należy do ginących i zagrożonych wyginięciem. Do najrzadszych i najciekawszych należą: wodniczka, kulik wielki, dubelt, błotniak popielaty, brodziec krwawodzioby, kobuz, podróżniczek, bąk. Jest to obszar szczególnie ważny dla ptaków wodno-błotnych, uznanie go za chroniony jest szczególnie ważne dla ochrony wodniczki w Europie.

## Przypisy

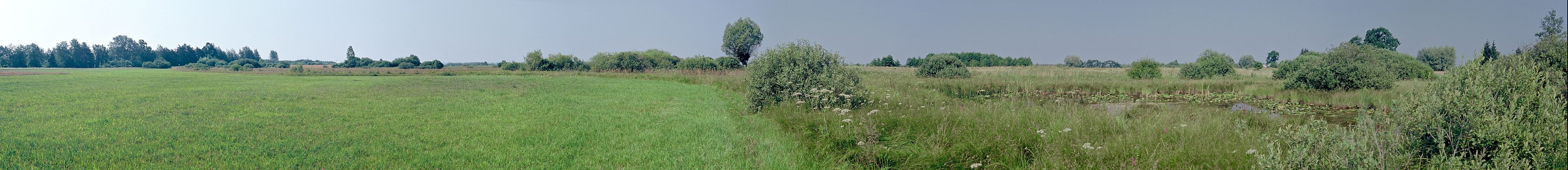
Panorama torfowiska w rezerwacie Bagno Serebryskie

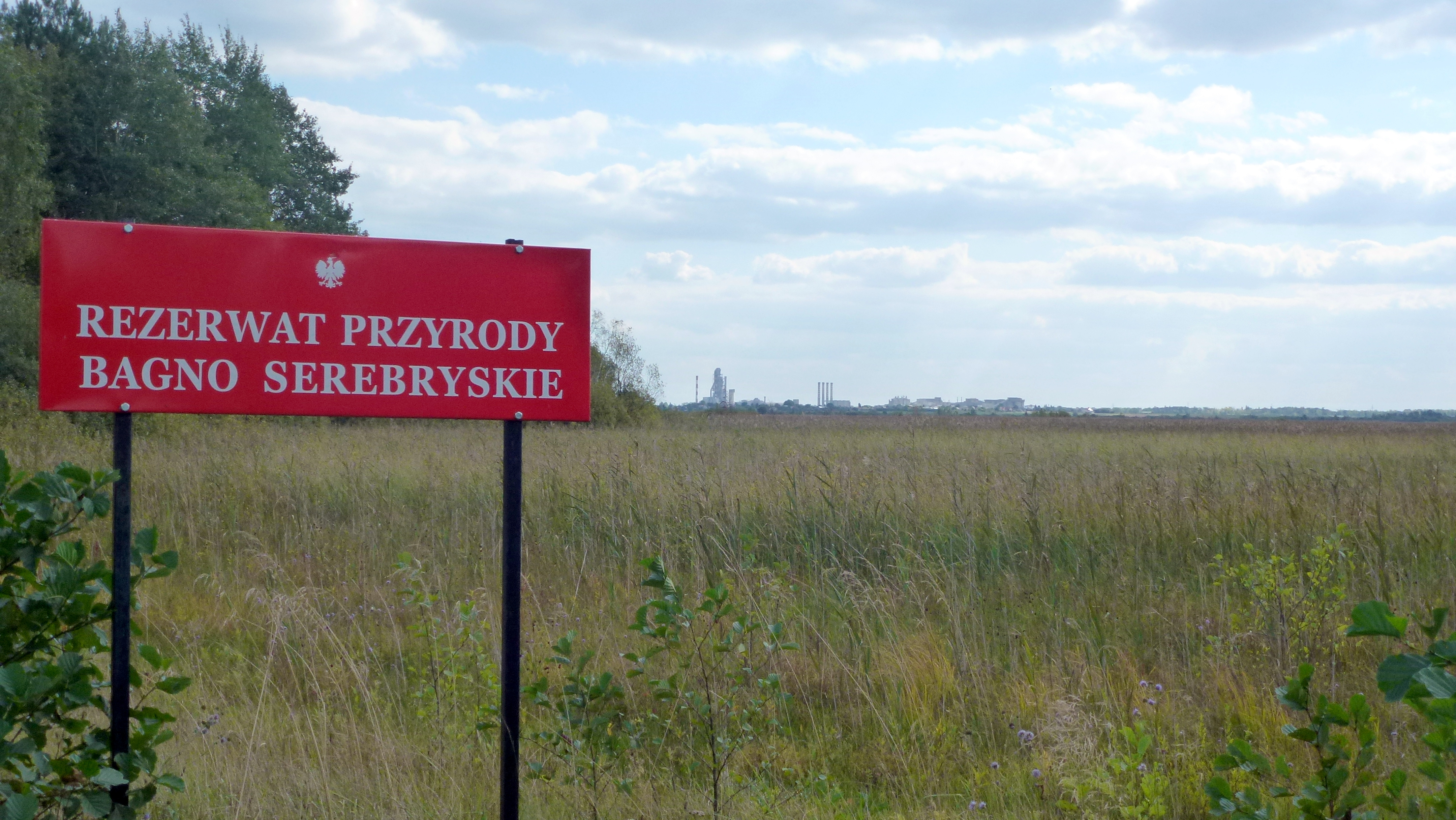

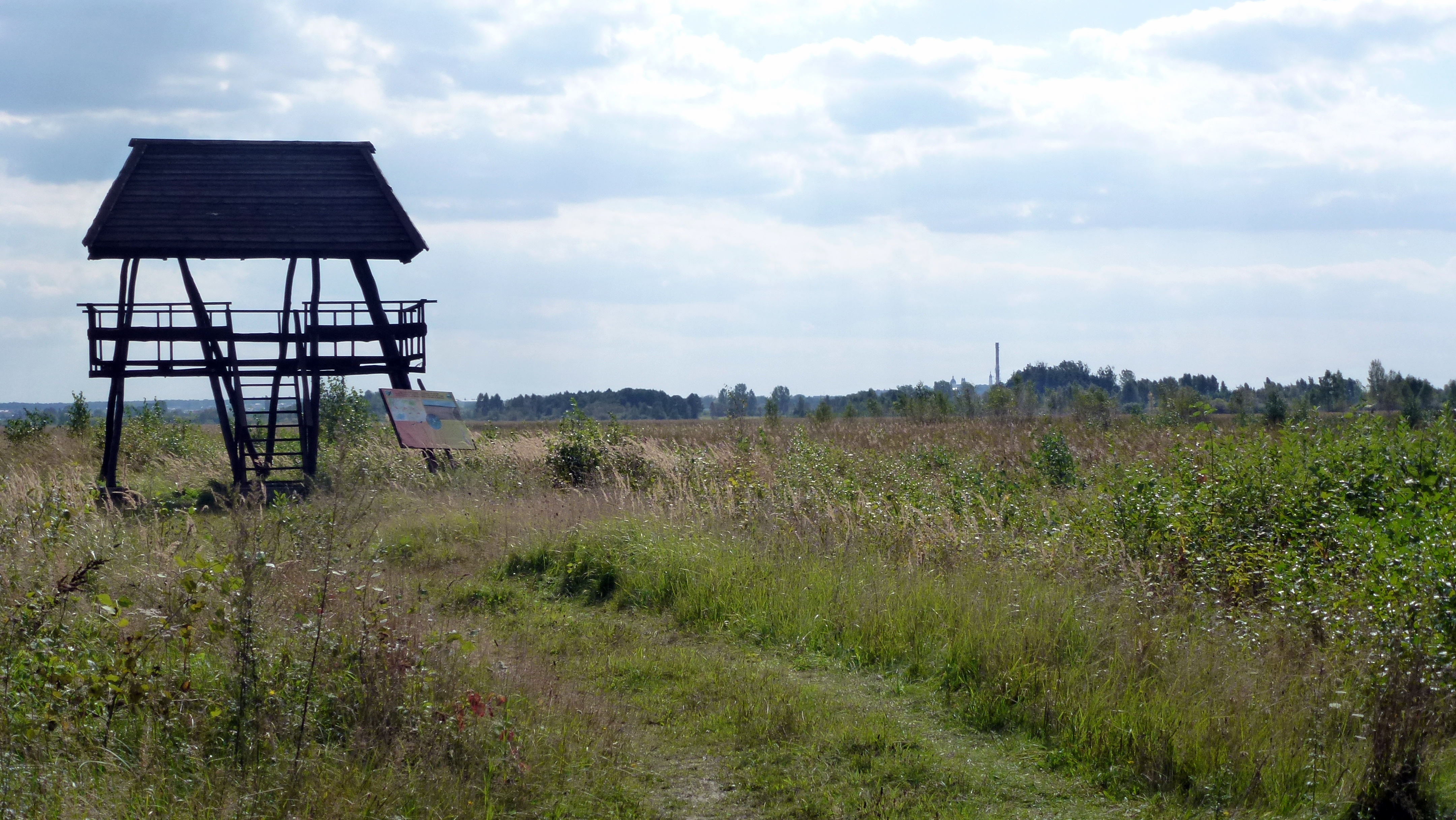

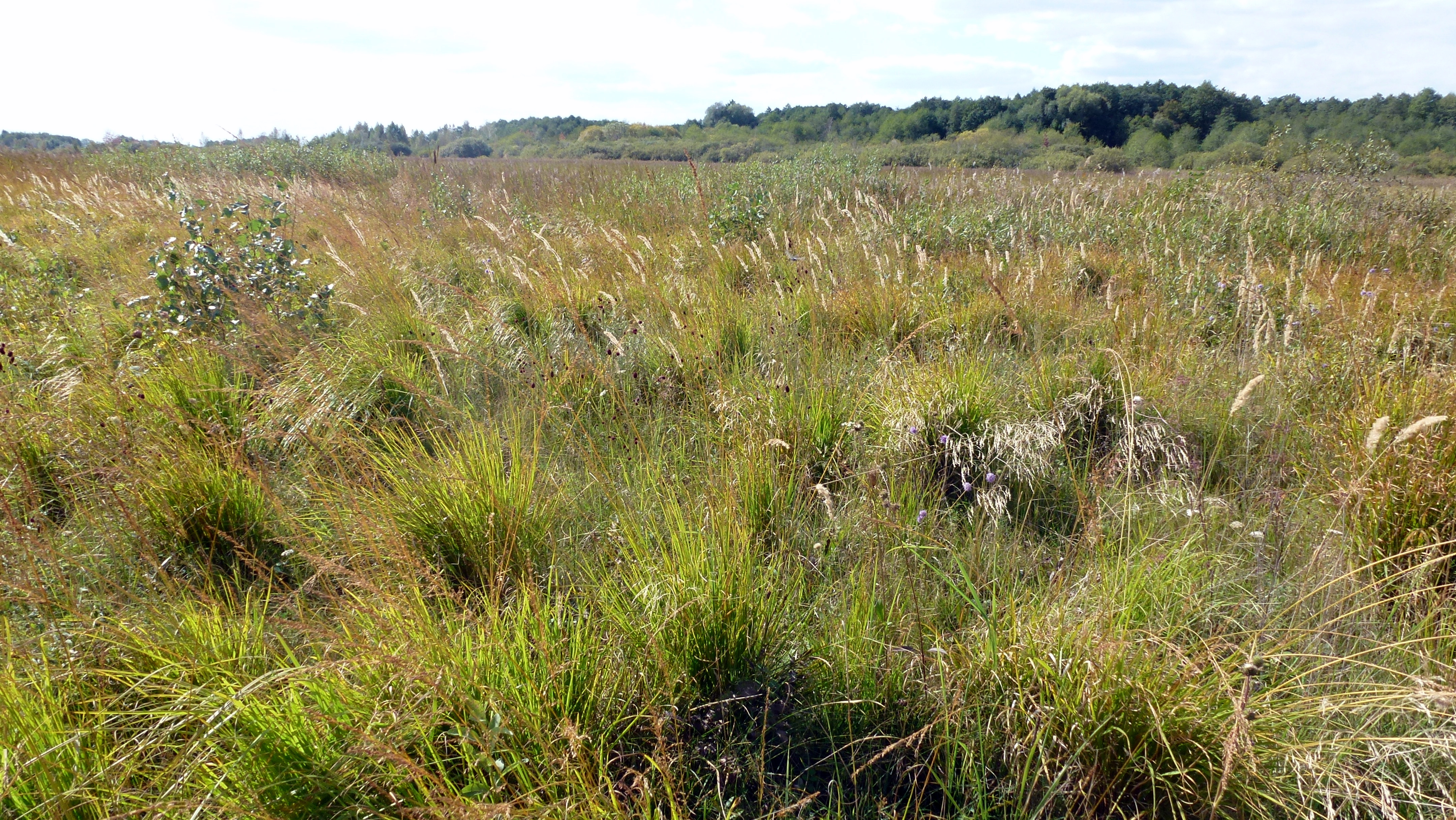